# Feuilles mortes
Pour les articles homonymes, voir Feuille morte (homonymie).
Feuilles mortes est un roman de Jacques Morel – nom de plume de l'épouse de l'archéologue Edmond Pottier – publié en 1912 aux éditions Hachette et ayant reçu la même année le prix Femina.

## Éditions
- Feuilles mortes, éditions Hachette, 1912.